# Mimic
Mimic este un film de groază științifico-fantastic american din 1997, cu elemente de film slasher. Filmul este regizat de Guillermo del Toro după un scenariu inspirat de o povestire scrisă de Donald A. Wollheim. Mimic, care în Statele Unite a avut un venit de 25 de milioane $, a fost urmat de două filme direct-pe-video: Mimic 2 (2001) și Mimic 3: Sentinel (2003).

## Povestea
În Manhattan, gândacii de bucătărie răspândesc o boală mortală de care suferă sute de copii din oraș. Entomologistul Susan Tyler (Mira Sorvino) folosește ingineria genetică pentru a crea ceea ce ea și colegul ei (și soț) Peter Mann (Jeremy Northam) numesc Respirația lui Iuda. Acest gândac mare (care arată ca o încrucișare între o termită și o Mantidae) emite o enzimă care distruge toți gândacii de bucătărie purtători ai bolii, în cele din urmă criza medicală se sfârșește. Deoarece specia Iuda a fost, de asemenea, proiectată pentru a produce doar un mascul capabil să se reproducă, și l-au păstrat în laborator în grija lor, specia hibrid ar trebui să moară în câteva luni.
Câțiva ani mai târziu, oamenii încep să dispară în metrou și prin tunelurile de sub oras. Susan, Peter și restul echipei lor își dau seama că au subestimat foarte mult capacitatea rasei Iuda de a se adapta la noile condiții. Rasa Iuda a găsit o modalitate de a se reproduce și a evoluat, în scopul de a vâna mai bine o nouă sursă de hrană. Spre groaza tuturor, ei descoperă că noua sursă de hrană a rasei Iuda este omul, iar acum insectele au ajuns sa fie la fel de mari ca și oamenii. Insectele pot imita aspectul și comportamentul oamenilor cu o precizie stranie. Susan si Peter realizează că roiuri uriașe din rasa lui Iuda trăiesc sub oraș în sistemul de tuneluri de metrou, și cu ajutorul lui Leonard (Charles S. Dutton), un ofițer de politie, ei caută insectele, a căror evoluție rapidă (un mascul fertil și hoardele de femele), de asemenea, le-a făcut umanoide, înainte de a putea cuceri orașul și de acolo întreaga lume.

## Distribuție
- Mira Sorvino este Dr. Susan Tyler
- Jeremy Northam este Dr. Peter Mann
- Alexander Goodwin este Chuy
- Giancarlo Giannini este Manny
- Charles S. Dutton este Leonard
- Josh Brolin este Josh
- Alix Koromzay este Remy Panos
- F. Murray Abraham este Dr. Gates
- Norman Reedus este Jeremy
- Julian Richings este Workman
- Doug Jones este Long John #2